# Жуковский сельсовет (Дмитровский район)
Жуковский сельсовет — упразднённая административно-территориальная единица, существовавшая на территории Московской губернии и Московской области до 1939 года.
Жуковский сельсовет был образован в первые годы советской власти. По данным 1918 года он входил в состав Дмитровской волости Дмитровского уезда Московской губернии.
В 1923 году к Жуковскому с/с был присоединён Княжевский с/с.
По данным 1926 года в состав сельсовета входили деревни Жуковка, Княжево и Очево.
В 1929 году Жуковский с/с был отнесён к Дмитровскому району Московского округа Московской области.
17 июля 1939 Жуковский с/с был упразднён. При этом его территория (селения Жуковка, Княжево, Очево и Чёрная Грязь) была передана Дядьковскому с/с.